# Veterans Memorial Coliseum (Portland)
El Veterans Memorial Coliseum, más conocido con la antigua denominación de Memorial Coliseum, es un pabellón deportivo situado en Portland, Oregón, que se encuentra situado en la parte vieja de la ciudad. Fue la sede original de los Portland Trail Blazers de la NBA. Está incluido en el Registro Nacional de Lugares Históricos en reconocimiento a la importancia de su arquitectura.

## Historia
Cuando los Portland Trail Blazers se convirtieron en una nueva franquicia de la NBA en 1970, el Memorial Coliseum se convirtió en la sede de sus partidos como equipo local. Se disputaron tres finales de la NBA en el pabellón, en 1977, cuando los Blazers se proclamaron campeones, en 1990 y en 1992.
El 1 de noviembre de 1974, Gerald Ford se convirtió en el primer Presidente de los Estados Unidos en asistir a un partido de la NBA. En dicho encuentro, los Blazers derrotaron a los Buffalo Braves 113–106.

## Eventos

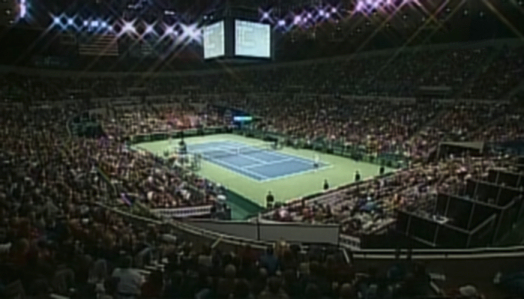
Interior del Memorial Coliseum de Portland, Oregón, durante la Copa Davis de 2007.

El 22 de agosto de 1965, The Beatles tocaron en dos actuaciones ante 20 000 fanscomo parte de su tour americano. Allen Ginsberg, que se encontraba entre el público, escribió un poema titulado "Portland Coliseum".
Elvis Presley actuó en el Memorial Coliseum el 11 de noviembre de 1970, y nuevamente el 27 de abril de 1973, ante 12 000 y 13 000 fanes respectivamente.
En 2007 albergó la Final de la Copa Davis de tenis entre Estados Unidos y Rusia, que acabó con victoria estadounidense por 4-1.